# 평평남녀
《평평남녀》는 2022년에 개봉한 대한민국의 영화이다.

## 캐스팅
- 이태경 : 영진 역
- 이한주 : 준설 역
- 유민곤 : 창호 역
- 양지웅 : 부장 역
- 이봄 : 하나 역
- 김진홍 : 정민 역
- 박규남 : 여상 역
- 김미미 : 혜진 역
- 유민곤 : 창호 역
- 이유진 : 1팀 대리 역
- 양흥주 : 준설 부 역
- 서지원 : 정빈 역
- 김민우 : 공장 담당자 역
- 신평식 : 공장 직원 역
- 변은지 : 결혼 상담소 직원 역
- 이태경 : 결혼 상담소 직원 역
- 김성수 : 사진사 역
- 송예림 : 사진관 대기녀 역
- 안제현 : 편의점 직원 역
- 장선유 : 반지 상인 역
- 노은유 : 회사 직원 역
- 박영환 : 회사 직원 역
- 신재성 : 회사 직원 역
- 남동협 : 회사 직원 역
- 윤상희 : 과학관 어린이들 역
- 전한결 : 과학관 어린이들 역
- 정서윤 : 과학관 어린이들 역
- 김준형 : 과학관 어린이들 역
- 김현우 : 과학관 어린이들 역
- 박지현 : 지하철 승객 역
- 송평희 : 지하철 승객 역
- 이현정 : 지하철 승객 역
- 이찬길 : 지하철 승객 역
- 강승우 : 지하철 승객 역
- 정해린 : 지하철 승객 역
- 박민경 : 지하철 승객 역
- 박자은 : 지하철 승객 역
- 박다원 : 지하철 승객 역
- 김재식 : 회의실 임원 역
- 배소현 : 회의실 임원 역
- 엄지애 : 학원 학생 역
- 김민지 : 학원 학생 역
- 오가희 : 학원 학생 역
- 이상환 : 엘리베이터 직원 역
- 엄중기 : 엘리베이터 직원 역
- 송민승 : 엘리베이터 직원 역
- 박종환 : 모델 하우스 남 역 (우정출연)
- 서갑숙 : 택시 기사 역 (특별출연)